# Barleythorpe
Barleythorpe is een civil parish in het bestuurlijke gebied Rutland, in het Engelse graafschap Rutland met 207 inwoners.